# Académie des sciences de Californie
L'Académie des sciences de Californie (en anglais, California Academy of Sciences) est l’un des dix plus grands musées d'histoire naturelle du monde et l’un des plus anciens des États-Unis d'Amérique. Il est localisé au parc du Golden Gate à San Francisco. L’aquarium Steinhart et le planétarium Morrison se trouvent dans ses murs. L’Académie a été créée en 1853 comme une société savante et continue de soutenir de nombreux programmes de recherches ainsi que des expositions publiques et des activités pédagogiques. Au début de 2020, avant la pandémie COVID-19, l'Académie des sciences de Californie employait environ 500 personnes et générait un revenu annuel d'environ 33 millions de dollars.

## Programmes pédagogiques
L'Académie attire environ 500 000 visiteurs chaque année. Les principales expositions ont toujours été centrées sur l'histoire naturelle avec des salles présentant des spécimens du monde entier, une galerie intitulée « la vie à travers le temps » (Life through Time) est consacrée à l'évolution et à la paléontologie. La biologie marine est particulièrement bien représentée avec un ancien aquarium présentant des poissons du monde entier.
D'autres sciences y sont aussi représentées comme l'astronomie à travers le planétarium, la galerie sur les gemmes et les minéraux et un département consacré aux tremblements de terre – ce qui est parfaitement approprié considérant l'influence de ce phénomène sur San Francisco en général et l'Académie en particulier — qui inclut un simulateur pour recréer le séisme de Kōbe.

## Activités de recherches
L’Académie conduit des recherches dans des nombreux domaines, principalement mais pas exclusivement en biologie : anthropologie, biologie marine, botanique, entomologie, herpétologie, ichtyologie, zoologie des invertébrés, mammalogie et ornithologie. La géologie occupe aussi une part importante, notamment à travers la paléontologie. Les problèmes environnementaux font l’objet d’une attention particulière, à travers des études sur la systématique et la biodiversité.

## Historique
La California Academy of Natural Sciences (Académie des sciences naturelles de Californie) est fondée en 1853, seulement trois ans après le rattachement de la Californie aux États-Unis, devenant ainsi la première société savante de cette sorte à l’ouest du pays. Parmi ses buts initiaux, il y a une recherche systématique de chaque portion de cet État et la constitution d’une collection de ses productions précieuses et rares. En 1868, l’institution est rebaptisé California Academy of Sciences (Académie des sciences de Californie).
L’Académie s’est préoccupée de la place des femmes dans les sciences, adoptant une résolution dès sa première année d’existence pour assister les femmes dans les différents domaines des sciences naturelles et de solliciter leur collaboration. Ceci permet à plusieurs femmes botanistes, entomologistes et d’autres spécialités à venir travailler à l’Académie durant le XIXe siècle, à une époque où les opportunités offertes aux femmes scientifiques étaient très limitées, en dehors de l’étroit champ des travaux de calcul.
Le premier musée d'histoire naturelle officiel de l’Académie est inauguré en 1874 au coin des rues California et Dupont (aujourd’hui la Grant Avenue dans l’actuel Chinatown) et attire 80 000 visiteurs par an. Pour répondre à cette popularité, l’Académie déménage en 1891 dans un plus grand et plus récent immeuble sur Market Street, grâce au legs de James Lick (1796-1876). Malheureusement, seulement quinze ans plus tard, le  tremblement de terre de 1906 à San Francisco détruit une  partie importante de la bibliothèque et des collections.
Peu de temps après, une expédition dans les îles Galápagos (la première du genre à être subventionnée par l’Académie) rentre et regarnit les collections. L'Académie a donné son nom à l'Academy Bay, une baie de Santa Cruz.
En 1916, l’Académie s’installe dans le North American Hall of Birds and Mammals (bâtiment abritant les collections d’oiseaux et de mammifères d’Amérique du Nord) de Golden Gate Park, le premier bâtiment construit sur ce site, et qui devient son siège permanent. En 1923, l’aquarium Steinhart est ajouté, suivi en 1934 par le Simson African hall.
Durant la Seconde Guerre mondiale, l’Académie participe à l’effort de guerre en utilisant ses installations pour réparer les instruments de navigation et d’optique des navires de la Navy (San Francisco jouant un rôle central dans la guerre du Pacifique). L’après-guerre est une période où de nombreux nouveaux bâtiments sont construits sur le site : le Science Hall est ajouté en 1951, suivi du planétarium Morrison en 1952. Ce planétarium était le septième du genre aux États-Unis et est équipé d’un projecteur réalisé par le personnel de l’institution grâce à l’expérience acquise durant la guerre. En 1959, la bibliothèque Malliard, le bâtiment Eastwood de botanique et la salle Livermore furent ajoutés.
Durant les années 1960, les universités se concentrant sur la biologie moléculaire, elles confièrent à l’Académie le soin de leurs collections de spécimens, entraînant un besoin important dans le stockage de l’Académie. Le bâtiment Cowell est construit en 1969, suivi en 1976 de plusieurs nouvelles salles. En 1977, un aquarium panoramique est installé.
Le tremblement de terre de Loma Prieta de 1989 a endommagé les bâtiments entraînant la fermeture au public du bâtiment des oiseaux. L’aquarium Steinhart fut également gravement endommagé.

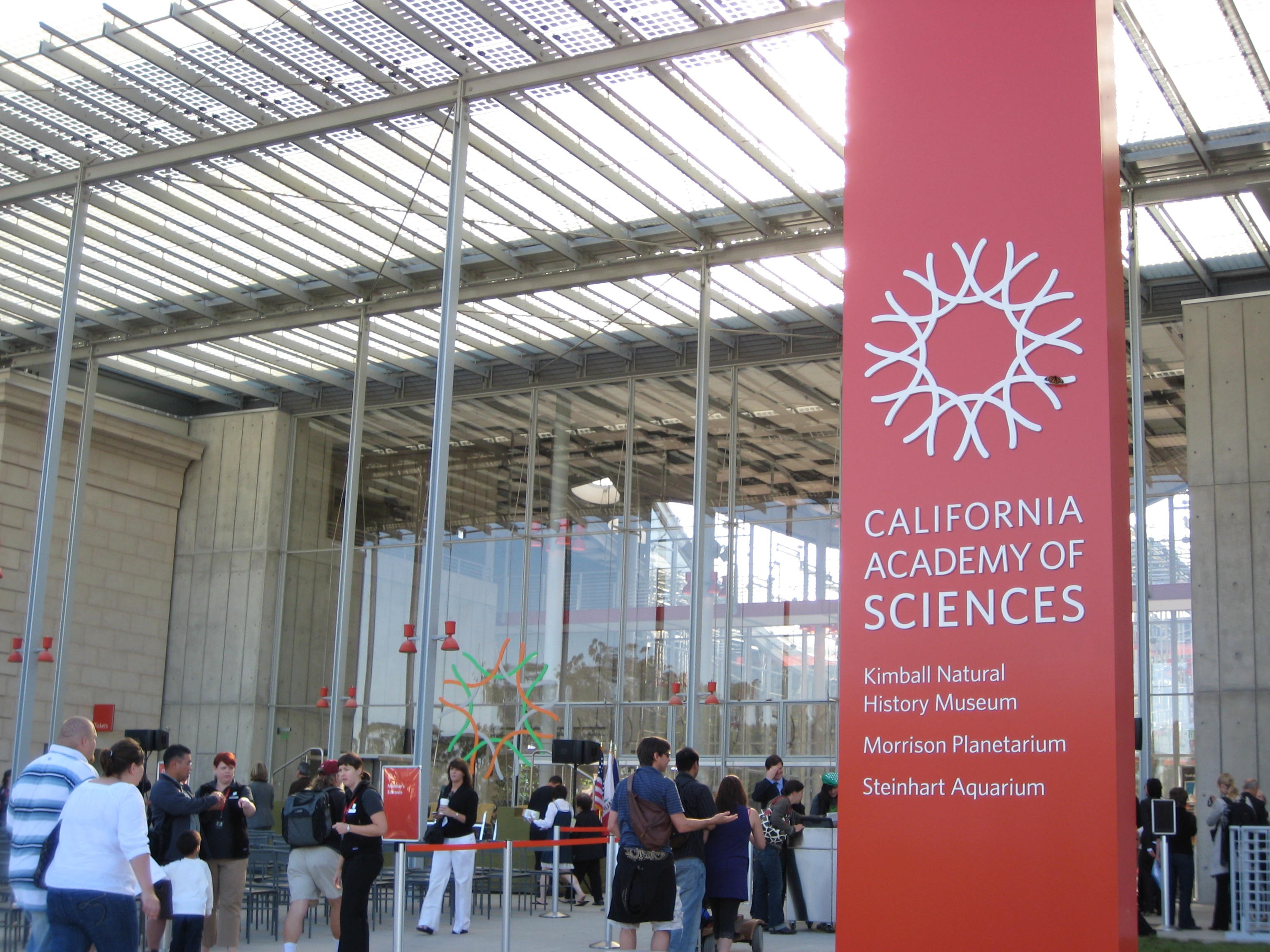

Des plans ont été faits pour rendre les bâtiments résistants aux tremblements de terre. Compte tenu des travaux considérables que cela représentait, il a été décidé la fermeture du site et une reconstruction complète. La construction des nouveaux bâtiments a commencé le 12 septembre 2005 et les expositions sont installées dans un site provisoire.

## Bâtiment actuel

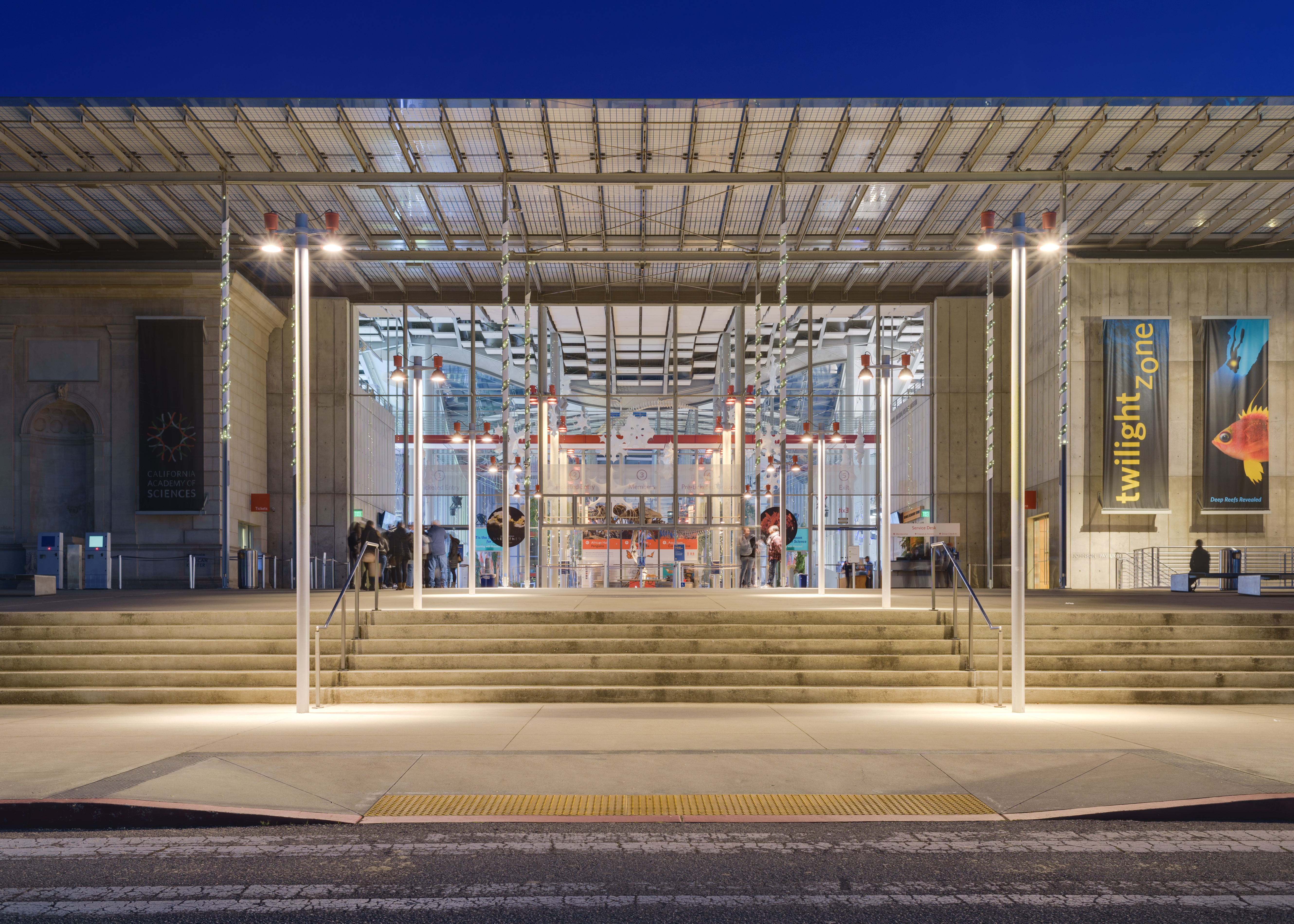
L'Académie des sciences de Californie. Décembre 2016.

L’architecte qui a été sélectionné est Renzo Piano qui a réalisé auparavant le centre Georges-Pompidou de Paris. Après 10 ans de travaux et un investissement global de 500 millions de dollars, les nouveaux bâtiments ont ouvert leurs portes au public en 2008. Sur une superficie de 9 870 m2, ils abritent un aquarium, un planétarium, un cinéma 3D, deux restaurants et quelque 38 000 animaux vivants. Ils ont été construits en respectant les règles de l'architecture verte : la toiture végétale produit de l'électricité grâce à des panneaux photovoltaïques, les murs sont isolés avec des jeans recyclés. La façade évoque l’environnement naturel, le principal objet de recherche de l’Académie.

### Sous-sol

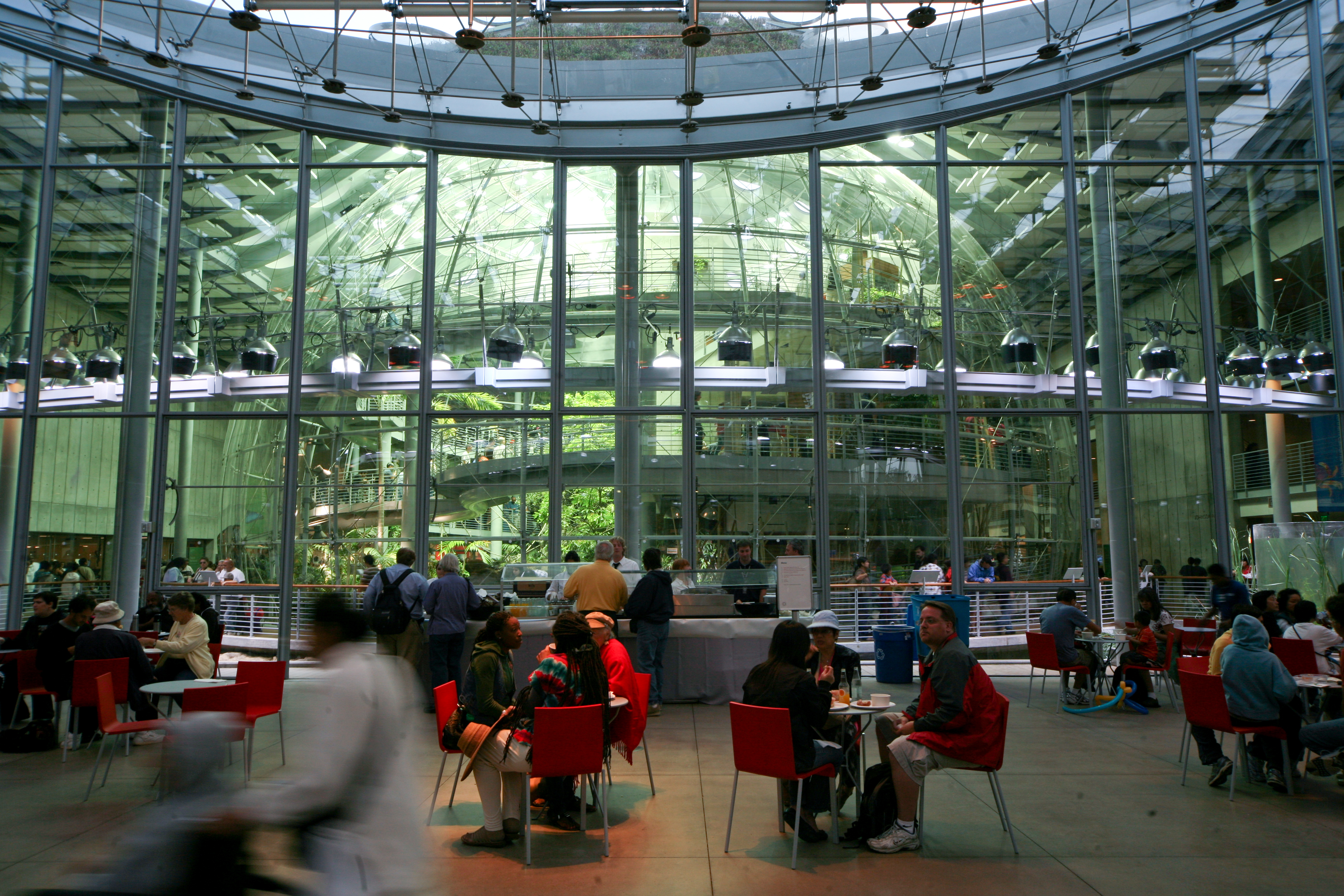
Dôme de la forêt équatoriale

Au sous-sol se trouve le grand aquarium : haut de plus de 7 mètres, il abrite plus de 3 000 poissons exotiques et reconstitue l'écosystème d'un récif corallien. Le visiteur peut également voir la reconstitution d'un marais du Sud des États-Unis avec des alligators blancs et des tortues, ainsi qu'un aquarium consacré à la faune aquatique des côtes californiennes.

### Rez-de-chaussée

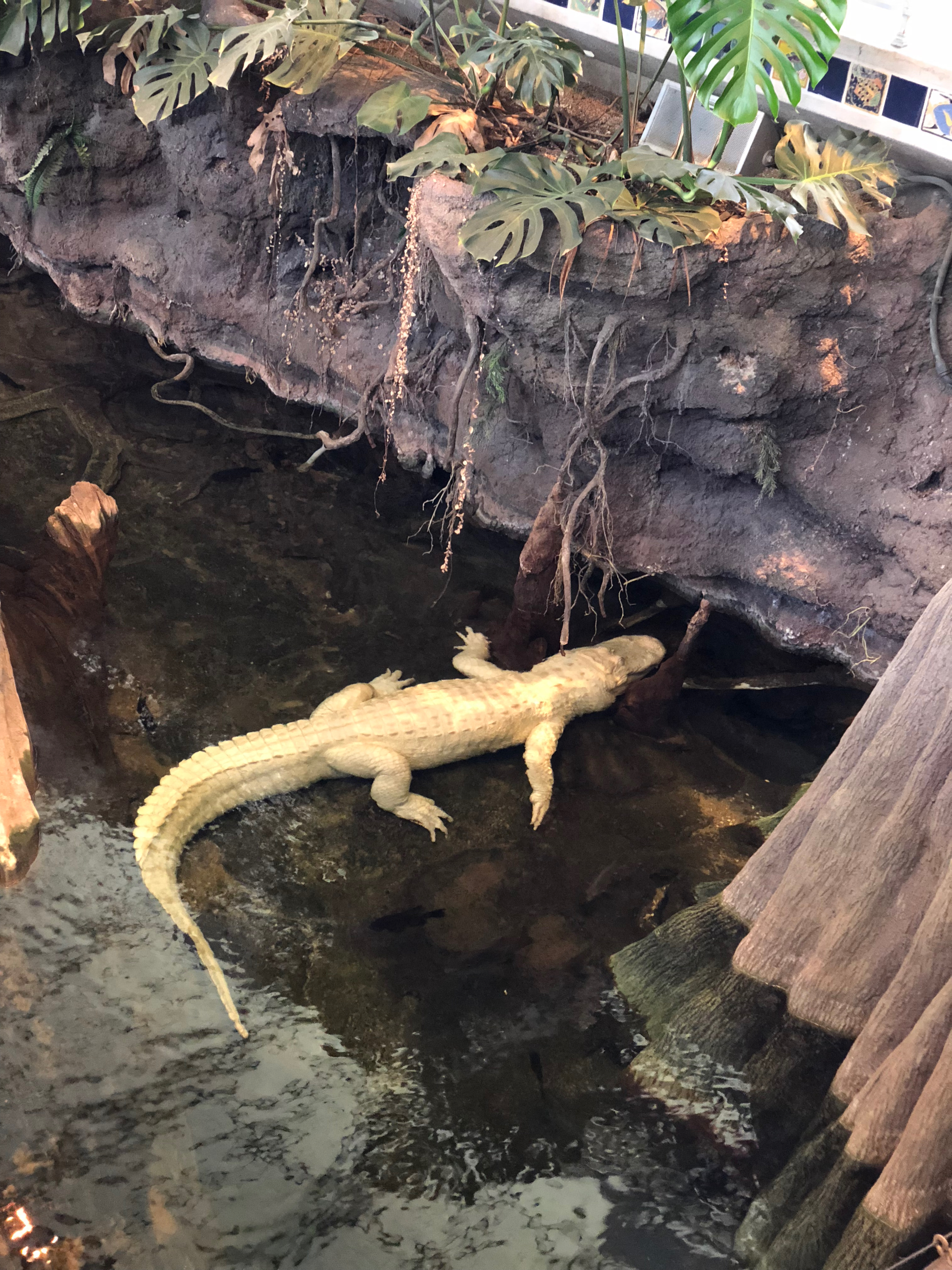
L'alligator albinos Claude dans un enclos de l'Académie des sciences.

Les pièces du rez-de-chaussée proposent aux visiteurs un diorama sur les milieux naturels africains et une serre présentant la forêt équatoriale. Des lieux d'exposition sur les séismes et sur la protection de l'environnement, un café et une boutique occupent le reste de ce niveau.